# 포토그래퍼 (1998년 영화)
《포토그래퍼》(영어: Pecker)는 1998년 개봉한 미국의 코미디 드라마 영화이다. 존 워터스가 감독과 각본을 맡았다.

## 출연진
- 에드워드 펄롱
- 크리스티나 리치
- 릴리 테일러
- 메리 케이 플레이스
- 마사 플림프턴
- 브렌던 섹스턴 3세
- 베스 암스트롱
- 밍크 스톨
- 퍼트리샤 허스트
- 신디 셔먼
- 존 워터스
- 스테이시 키블러
- 앤절라 케일로

## 기타 제작진
- 협력 제작: 팻 모랜
- 배역: 케리 바든, 빌리 홉킨스, 팻 모랜, 수잰 스미스
- 미술: 빈센트 퍼레이니오
- 의상: 밴 스미스